# Vida Nueva
Vida Nueva és una revista setmanal catòlica editada a Espanya amb un suplement mensual sobre la realitat sociorreligiosa de Catalunya. Va néixer a Espanya el 1958 però té altres edicions a Colòmbia, Mèxic i Argentina.
El desembre de 2013 les seccions de la revista eren editorials sobre temes d'actualitat, actualitat de l'Església espanyola i les institucions de vida consagrada, una crònica setmanal des del Vaticà, informacions de l'Església a Europa, Àsia, Àfrica i Amèrica Llatina, un reportatge en profunditat, un reportatge social, una entrevista en profunditat, altres entrevistes culturals i crítiques a exposicions, cinema, música, llibres i internet. També hi ha una crònica del director, que és Juan Rubio, reflexions sobre l'actualitat vinculats a una realitat geogràfica o temàtica, un article d'opinió del filòsof Francesc Torralba, l'historiador Fernando García de Cortázar o l'ambaixador Francisco Vázquez, i columnes d'opinió.
El 2008 la revista va celebrar els 50 anys amb diversos actes entre els quals hi va haver una acte de clausura, al Palau de Congressos de Madrid on el director general del Grup SM, editor de la revista, Javier Cortés, va dir que la revista "no només és viable, sinó rendible". El director de la revista, Juan Rubio, va afirmar que els actes dels cinquanta anys havien suposat un "impuls eclesial important". Diversos subscriptors també van participar en l'acte.